# Kunsthalle Osnabrück
La Kunsthalle Osnabrück (Galleria d'arte di Osnabrück), il cui nome precedente era Kunsthalle Dominikanerkirche, è un edificio espositivo di Osnabrück, nella Bassa Sassonia. La Kunsthalle si trova nell'ex chiesa dell'ex Monastero della Santa Croce (Kloster zum heiligen Kreuz) dell'Ordine dei Domenicani.
La Kunsthalle fa parte del Dipartimento della Cultura della città. Nell'edificio gotico della chiesa, 665 metri quadrati della navata centrale e 375 metri quadrati del vestibolo e del chiostro sono utilizzati per mostre regionali e nazionali di arte contemporanea.
Oltre alla chiesa, del monastero domenicano fondato nel XIII secolo si è conservato l'edificio a quattro ali di epoca barocca, utilizzato dalle autorità cittadine.

## Storia
Il monastero fu fondato su iniziativa del vescovo di Osnabrück Konrad von Rietberg (1270-1297) nella seconda metà del XIII secolo. Egli portò la presenza dei Domenicani in città per rafforzare la posizione della Chiesa nei confronti del consiglio. La costruzione iniziò intorno al 1283 sui resti di un edificio più antico. Rembertus Düvelius, signore della (allora) Düvelsburg presso Osnabrück (* circa 1275, † dopo il 1328, fondazione nel 1295 insieme al fratello Albertus). Intorno al 1295, alcune parti del monastero, a cui fu dato il nome di Kloster zum heiligen Kreuz, poterono essere occupate. Gli abitanti della città lo chiamavano anche Monastero di Natrup o Monastero di Nottrup. Il coro del monastero fu probabilmente consacrato nel 1297. Papa Bonifacio VIII concesse ai monaci un'indulgenza in questa occasione. Nei primi anni del XIV secolo, le proprietà del monastero aumentarono grazie alle donazioni di terreni; vi fu annesso anche un cimitero.
Nelle dispute tra i vertici della diocesi e i Domenicani, il capitolo della Cattedrale di San Pietro vietò ai cittadini di Osnabrück di rifornire i monaci di cibo e di assistere alle loro funzioni religiose. Il conflitto si risolse solo nel 1319.

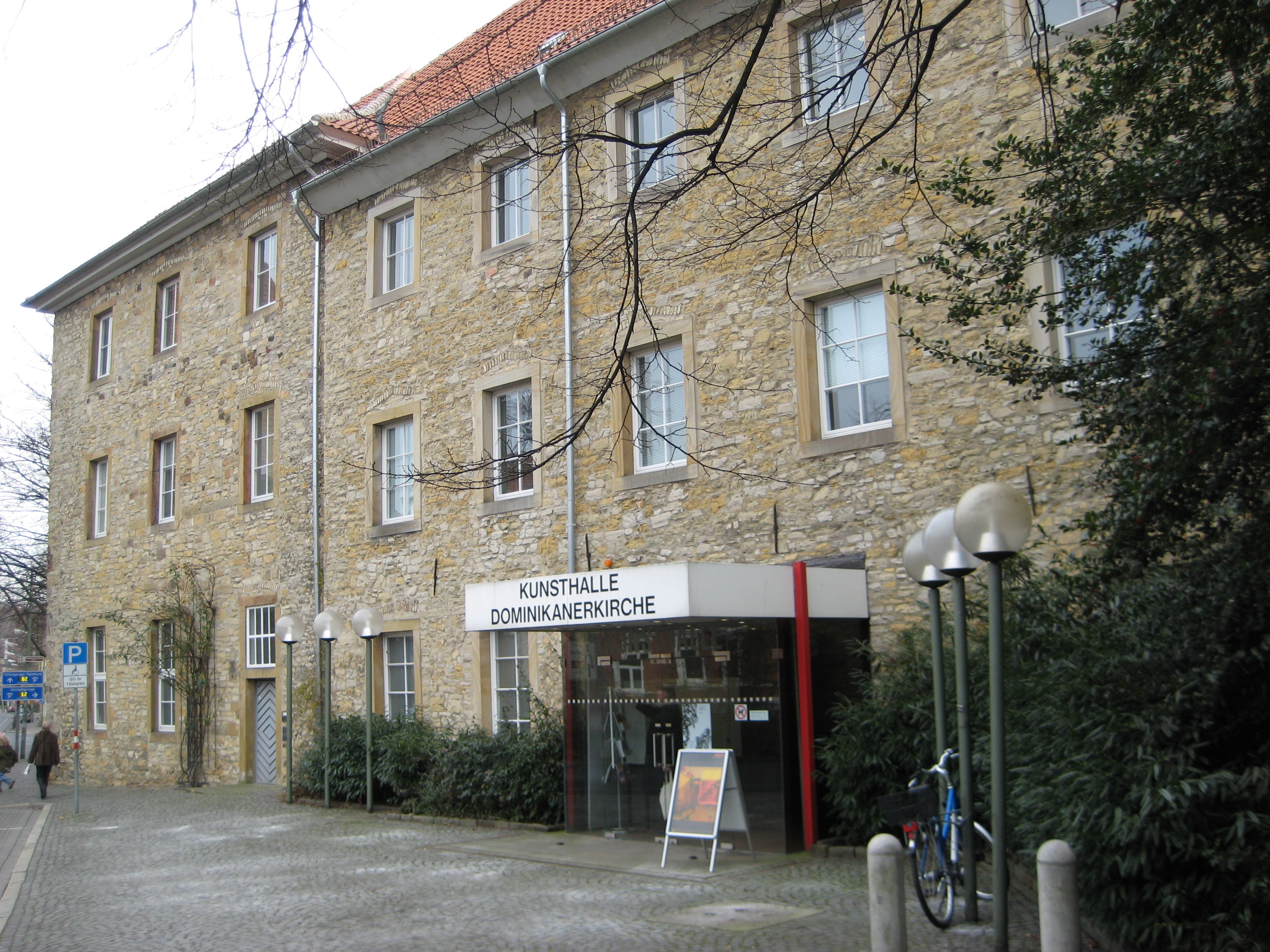
Edificio del Monastero domenicano della Santa Croce, 2007

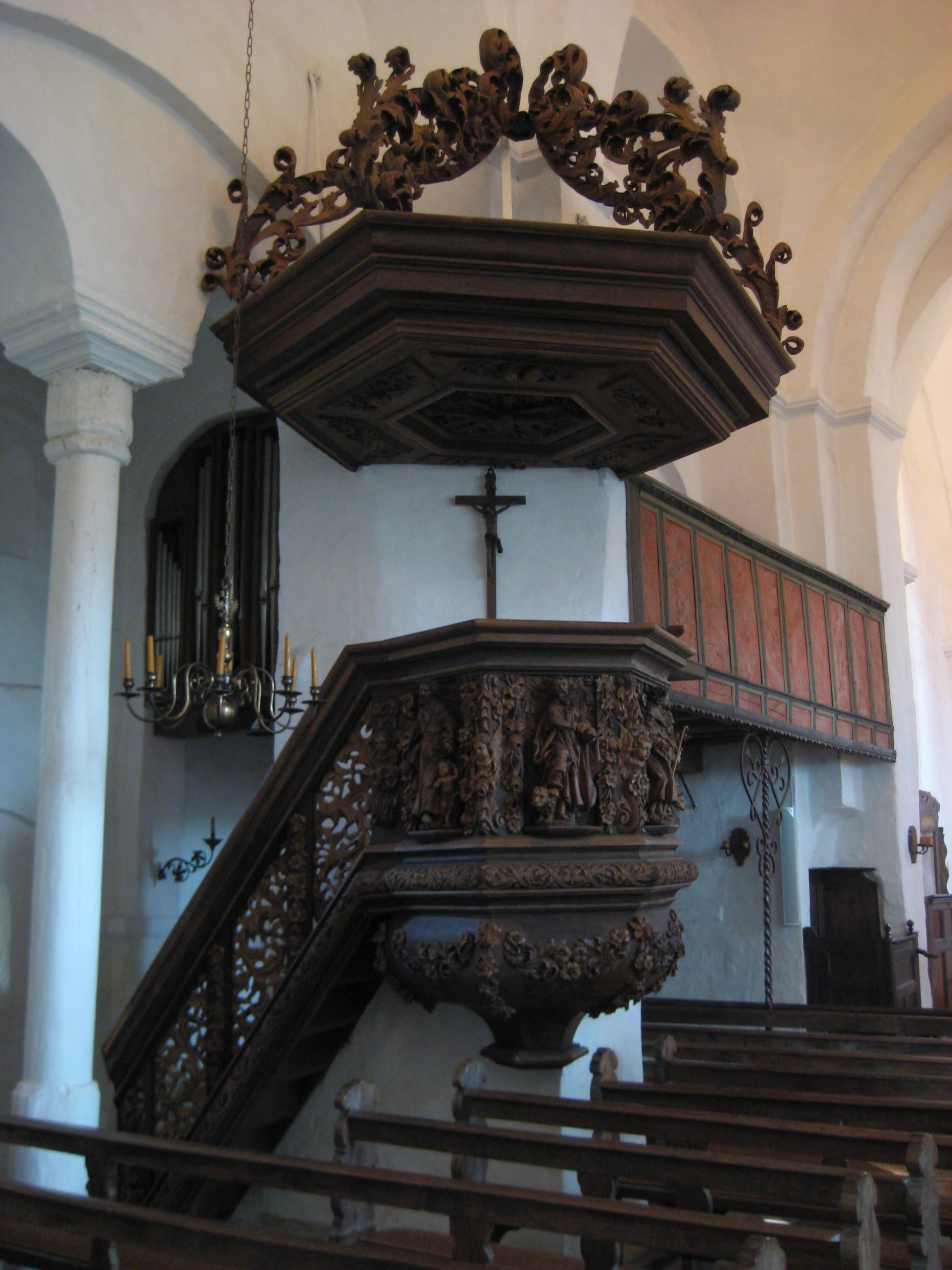
Il pulpito barocco dell'antica chiesa del monastero è stato ospitato nella vecchia Chiesa di Sant'Alessandro a Wallenhorst, 2008

L'attività edilizia si arrestò intorno al 1348 a causa delle epidemie di peste e dei disagi generali della città causati dalla siccità e dalle inondazioni del fiume Hase. Nel 1372 il monastero fu danneggiato da un incendio. Gli edifici furono completati solo nel XV secolo, dopo che nel 1493 una cava sul Westerberg di Osnabrück fu donata al monastero per le opere di costruzione.
Nel 1521, al tempo della Riforma protestante, insorsero nuovi conflitti tra i membri dell'ordine e il consiglio comunale, che aveva aderito agli insegnamenti di Martin Lutero. Il vescovo Franz von Waldeck, che aveva una mentalità riformista, ordinò al priore di permettere alla popolazione di utilizzare il monastero come ospedale e casa per i bisognosi. Proibì inoltre ai monaci di suonare le campane e di celebrare le funzioni religiose. I monaci resistettero, non lasciarono il campo e sopportarono l'ira del popolo. Il monastero fu saccheggiato nel 1543. Alcuni archivi del monastero andarono definitivamente perduti; il comune fece confiscare oggetti di valore come l'argenteria liturgica. I monaci furono imprigionati nel monastero. Sopravvissero al blocco, che si dice sia durato cinque anni, perché si rifornivano segretamente dalle monache benedettine del monastero di Gertrudenberg a Osnabrück e dalle monache cistercensi del monastero di Rulle, a soli dieci chilometri a nord-est.
Nella prima metà del XVII secolo, durante la Guerra dei trent'anni, il monastero riacquistò il suo antico status giuridico sotto il vescovo Franz Wilhelm von Wartenberg, responsabile della Controriforma. Nel 1628, i domenicani di Osnabrück furono autorizzati a organizzare una processione in città. Nel 1644,  durante i negoziati per la pace di Westfalia, i monaci ricevettero un sostegno materiale dagli inviati cattolici, tra cui il conte imperiale Maximilian von und zu Trauttmansdorf e il duca francese di Longueville.
Alla fine del XVIII secolo, il monastero fu utilizzato come alloggio per i soldati britannici sotto l'ultimo principe vescovo di Osnabrück, il principe britannico Federico Augusto, duca di York e Albany, nel 1795. L'anno successivo fu trasformato in un ospedale. Nel 1803, il monastero fu sciolto nel corso del Reichsdeputationshauptschluss. Alcuni arredi furono rimossi e trasferiti in altre chiese. Il pulpito barocco si trova nell'antica Chiesa di Sant'Alessandro a Wallenhorst e il prezioso organo Klausing del 1713 nella Chiesa di San Matteo a Melle.
Durante l'occupazione francese dal 1803 al 1805, il monastero servì da magazzino per le truppe francesi. All'inizio del XX secolo, il monastero vuoto avrebbe dovuto essere demolito. Tuttavia, ciò non avvenne mai.
Intorno al 1910, fu utilizzato come caserma di fanteria ai tempi dell'Impero tedesco; a questo scopo furono installati dei controsoffitti nella chiesa del monastero. La chiesa fu ristrutturata nel 1913. Un'altra profonda ristrutturazione ebbe luogo negli anni Sessanta. Il restauro fu completato nel 1966. La città di Osnabrück utilizzò la chiesa come sede di eventi, quali concerti e mostre. Nel 1991 la chiesa fu ribattezzata Kunsthalle Dominikanerkirche e trasformata in galleria d'arte l'anno successivo.

## Galleria d'arte
Nel 1993 la chiesa è stata riaperta come galleria d'arte con una retrospettiva delle opere di Arnulf Rainer. Il direttore del museo è stato André Lindhorst, che lo ha costruito con un budget limitato e lo ha gestito per 22 anni fino al 2013, organizzando negli ultimi anni mostre di opere di Günther Uecker e Markus Lüpertz.
Nel novembre 2013 Julia Draganović fu nominata direttrice della Kunsthalle Osnabrück. La prima mostra da lei curata alla Kunsthalle, Michael Beutler, Architect - Etienne Descloux, Artist, è stata esposta dal 12 settembre 2014 all'11 gennaio 2015. Julia Draganovic si è trasferita a Roma il 1º luglio 2019 come direttrice di Villa Massimo.
Anna Jehle e Juliane Schickedanz, che in precedenza avevano gestito insieme il Verein für zeitgenössische Kunst di Lipsia, hanno assunto la direzione della Kunsthalle all'inizio del 2020. Dopo mesi di preparazione, il 29 agosto inaugurarono il progetto espositivo Enttäuschung (fino al 14 febbraio 2021), che fu integrato da presentazioni personali di opere di Aleksandra Domanović, David Polzin, Jovana Reisinger, Rosalie Schweiker e Mickey Yang. La mostra soffrì di un "approccio sovradimensionato", nelle parole di Harff-Peter Schönherr sul quotidiano tageszeitung.